# Kolk van Dussen
De Kolk van Dussen is een natuurgebied in West-Friesland in de Nederlandse provincie Noord-Holland.
Het natuurgebied van 40 hectare ligt ten westen van Lambertschaag, tussen het Pannepad en de Westfriesedijk. Het gebied dient tevens als waterbergingsgebied. De bloemrijke weidevelden langs het gebied trekken veel insecten en weidevogels aan. Het waterrijke gebied herbergt daarnaast veel eenden, ganzen en steltlopers.
De Kolk van Dussen en de Veersloot of Molensloot aan de zuidzijde van het gebied maken deel uit van een ecologische verbindingszone langs de Westfriesedijk tussen het Zwanenwater en het IJsselmeer. Het gebied wordt beheerd door Landschap Noord-Holland. In het gebied staat de molen Westuit Nr. 7, de enig overgebleven molen van de Vier Noorder Koggen in dit gebied. 

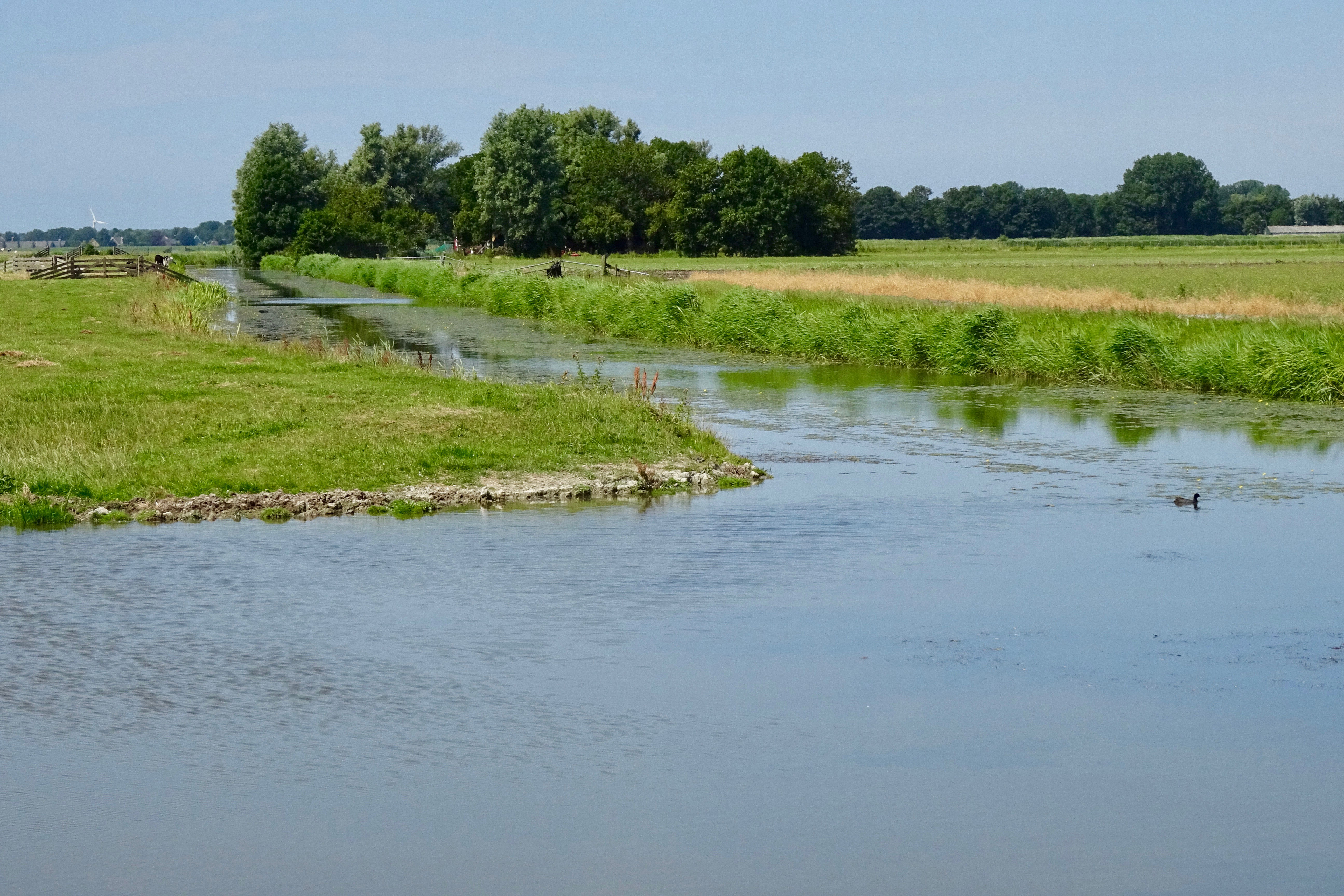
Veersloot of Molensloot langs het Pannepad
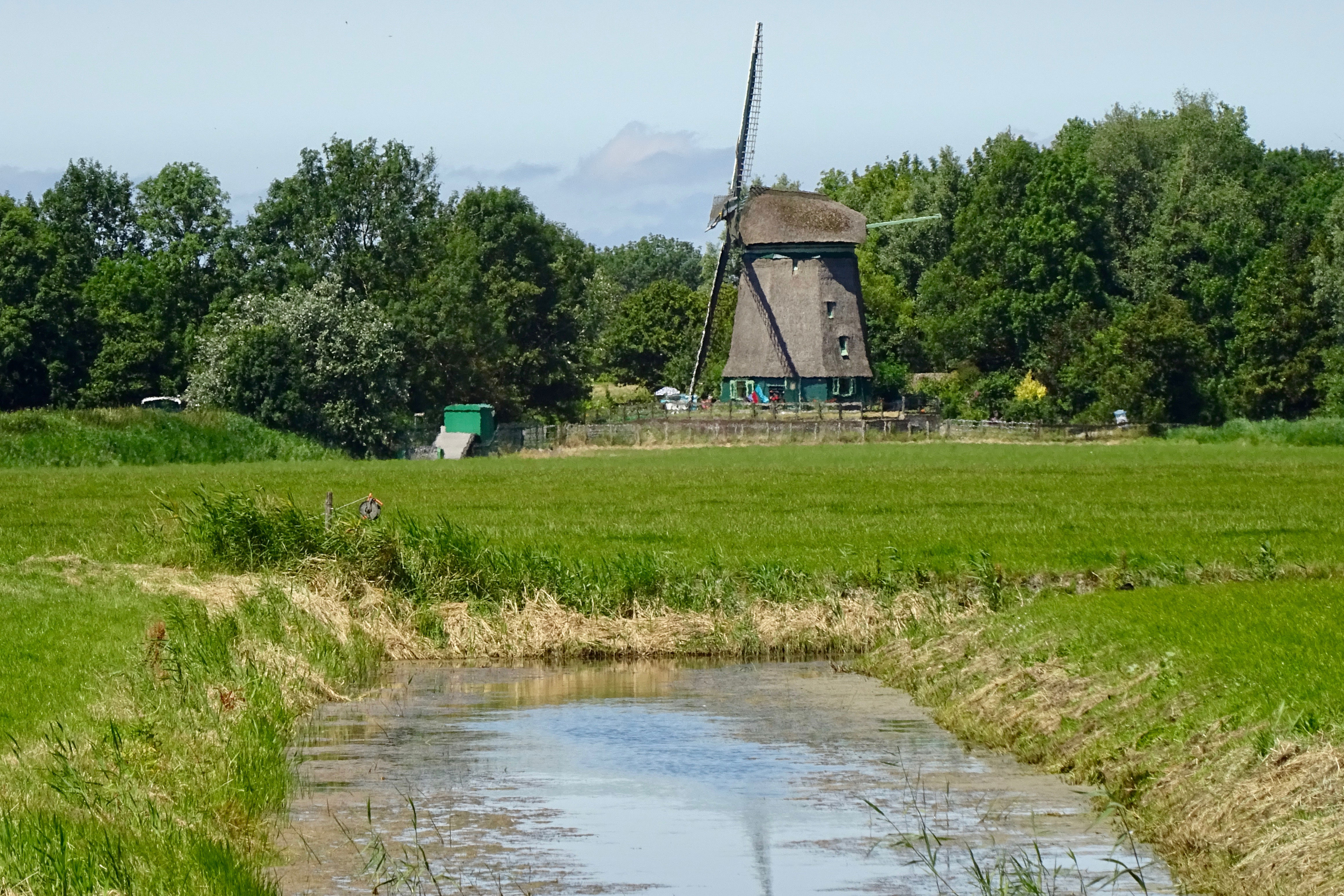
Molen Westuit nr. 7
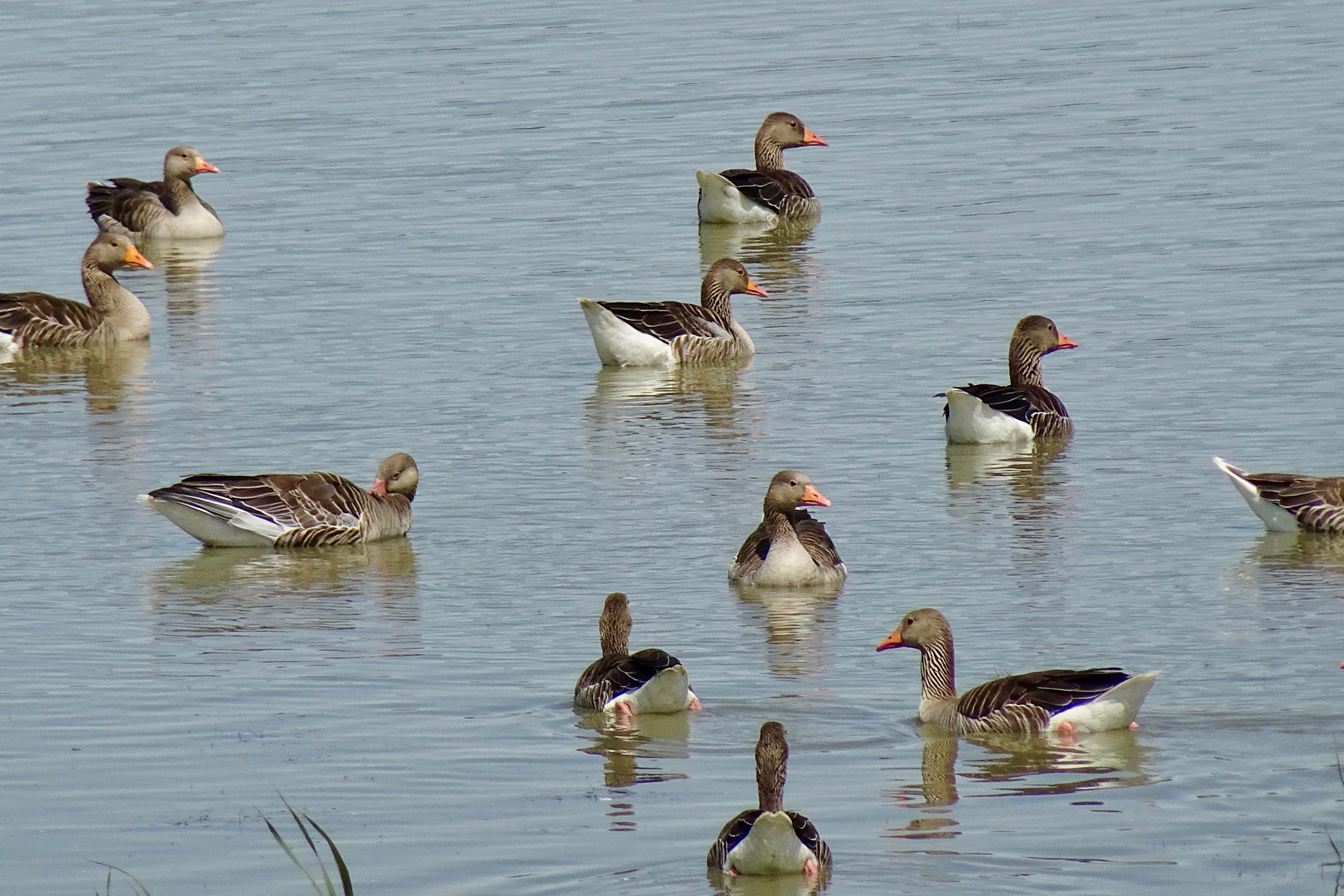
Grauwe ganzen in de Kolk van Dussen